# وزیر آباد، افغانستان
وزیر آباد، افغانستان (به لاتین: Vazirabad, Afghanistan) یک منطقهٔ مسکونی در افغانستان است که در ولایت بلخ واقع شده‌است.